# Rian Malan
Rian Malan (né en 1954 à Johannesbourg) est un écrivain et un polémiste d'Afrique du Sud, issu de la communauté afrikaner.
Ses commentaires acerbes et polémiques prennent place au côté de ceux d'André Brink, de Breyten Breytenbach, de John Maxwell Coetzee et de Christopher Hope, toutes des figures du monde intellectuel et universitaires qui, dans les années 2000, se déclarent déçus par l'Afrique du Sud post-apartheid.

## Origine et contexte familial
Les Malan d'Afrique du Sud sont issus d'une famille de huguenots français qui vont participer activement à plusieurs épisodes de l'histoire du peuple afrikaner jusqu'à la fin du XXe siècle.
Au XVIIe siècle, Jacques Malan qui avait fui la France après la révocation de l'édit de Nantes s'était réfugié aux Pays-Bas. De là, en 1688, il avait été embarqué de force à bord d'un navire en partance pour la colonie du Cap. 
Au Cap, Jacques Malan devint viticulteur. Ses fils construisirent une ferme, Vergelegen, au pied de la montagne de la Table. En 1788, son petit-fils, Dawid Malan (1750-1824), homme fortuné, propriétaire de 50 000 pieds de vigne et colonel dans la milice bourgeoise de la colonie du Cap avait été contraint de s'éloigner de la colonie après avoir été pris en flagrant d'adultère avec l'esclave de l'un de ses voisins, violant ainsi le code moral calviniste. Traité de fornicateur par l'église, repoussé par sa femme, il s'enfuit avec sa maitresse dans l'intérieur des terres. Condamné pour vol d'esclaves, il était banni de la colonie du Cap alors que son père, disgracié, le reniait. Dawid Malan franchit la Great River Fish et explora les territoires xhosas. Sa vie à la frontière le transforma. Quelques années plus tard il s'établissait comme fermier et prenait une nouvelle épouse qui lui donnerait plusieurs enfants 
En 1815, Dawid Malan participa à la révolte boer de Slagters Neck après la mort du jeune fermier Frederic Bezuidenhout qui avait refusé de comparaitre devant un tribunal britannique. Malan fut inculpé de haute trahison. 
En 1838, Hercule Malan, fils de Dawid Malan, était l'un des Voortrekkers du Grand Trek. Il fut tué avec Piet Retief sous les sagaies des impies du Roi Dingane et empalé, le crâne écrasé à coups de pierre et sa dépouille laissée en pâture aux vautours sur le flanc d'une colline. Son frère Jacob Jacobus Malan vengea Retief et ses compagnons à la bataille de Blood River après avoir prêté serment à Jéhovah au côté de Sarel Cilliers.
Ses fils, Jacobus et Hercule Malan furent cofondateurs des républiques boers au côté d'Andries Pretorius. 
En 1881, Hercule Malan participa à la bataille de Majuba durant la première guerre des Boers à la tête d'une armée composée de garçons de ferme et de vieilles barbes. Lors de le seconde guerre des Boers, un autre Malan, le général Wynand Malan, mena des commandos de résistance en territoire ennemi.
Stéphanus Malan, le grand-père de Rian Malan, s'était installé à Calvinia dans la province du Cap. Il était un partisan du parti sud-africain de Jan Smuts alors que son fils, Adriaan Malan, né en 1920, un partisan du parti national qui avait rallié l' "Ossewa Brandwag" (la sentinelle du char à bœufs), une formation d'extrême droite, au début de la Seconde Guerre mondiale. Jeune professeur de mathématiques à Queenstown, Adriaan Malan rencontra une anglophone qu'il épousa formant un couple inter-racial anglo-afrikaner et le couple s'installa à Johannesbourg où naquirent Neil Malan en 1952 et Rian Malan en 1954.
À cette époque, le premier ministre était un cousin, Daniel François Malan, qui était arrivé au pouvoir avec le projet de mettre en place une politique dite d'apartheid en Afrique du Sud. 
Plus tard, dans les années 80, un autre cousin de la famille, Magnus Malan, sera ministre de la défense d'Afrique du Sud.

## Un progressiste afrikaner
Rian Malan commença une carrière de journaliste au Star, un quotidien progressiste de Johannesbourg et c'est pour ce journal qu'en 1976, il suit les émeutes de Soweto. 
En 1977, objecteur de conscience et hostile à la politique d'apartheid, il quitte l'Afrique du Sud pour échapper à la conscription et s'installe à Los Angeles où il travaille pour plusieurs quotidiens américains. 
En 1990, nostalgique de son pays natal, il rédige un livre auto-biographique dans lequel il exprime ses espoirs et ses craintes d'une Afrique du Sud non raciale. Le livre est un best seller qui est tout à la fois jugé brillant et raciste. Malan y exprime son amour et sa crainte du peuple noir, avouant "avoir couché avec une femme noire pour prouver ses bonnes dispositions" mais craignant en même temps "que cette femme ne lui ait transmis une quelconque maladie". Le livre décrit sa conviction que les Noirs vont massacrer les Blancs pour se venger. 
Même s'il fut un temps favorable à l'ANC, il devient après 1994 l'un de ses plus virulents détracteurs s'en prenant particulièrement aux différents gouvernements noirs, aux présidents Nelson Mandela et Thabo Mbeki, à la commission vérité et réconciliation, agitant en permanence le spectre du chaos. En 2004, il fait son mea culpa reconnaissant que l’apocalypse annoncée ne s’est pas produite. Il écrit alors qu' « il est infiniment plus difficile de recevoir que de donner, surtout lorsqu’on est arrogant et que l’on reçoit le pardon ou la pitié. Le cadeau, en 1994, était tellement énorme qu’il m’est resté en travers de la gorge, et je n’ai pas été capable de dire merci. Mais je ne suis pas assez orgueilleux pour ne pas le dire aujourd’hui ». Le président Thabo Mbeki le cite alors en exemple lors d’un discours à la nation. 
Quelques mois plus tard cependant, dans une tribune intitulée «L’Afrique du Sud : pas de guerre civile, mais une triste décadence», publiée par le magazine londonien The Spectator le 14 octobre 2006, il dénonce la corruption, la violence, l’incompétence des fonctionnaires noirs et du gouvernement, citant l'exemple de la popularité persistante de Jacob Zuma dans la population noire en dépit des poursuites pour viol et corruption dont il fait l'objet. 
Il intervint également dans le domaine de la lutte contre le Sida et provoqua encore la polémique en 2001 et 2003 quand il dénonça la surmédiatisation des ravages du Sida sur le continent africain, masquant selon lui les autres maux dont souffrait l’Afrique. Selon Rian Malan, les ravages de l’épidémie étaient surestimés.